# 에그버트
에그버트(고대 영어: Ecgbryht 에즈베르흐트, 영어: Egbert, 775년경 ~ 839년)는 앵글로색슨 칠왕국 중 하나인 웨식스 왕국의 왕(재위: 802년 ~ 839년)이다. 젊었을 때 머시아 왕국의 왕 오파에게 쫓기어 프랑크 왕국의 카롤루스 1세 마그누스 밑에서 지냈으며, 825년에는 머시아 왕국을 복속시켰다. 잉글랜드가 처음으로 통일 왕권하에 복속된 것은 이 시대이며, 또한 스칸디나비아에서 침략해 오는 부족들을 격퇴하는 데도 성공하였다.